# Taekwondo la Jocurile Olimpice de vară din 2016
Probele sportive de taekwondo la Jocurile Olimpice de vară din 2016 s-au desfășurat în perioada 17-20 august 2016 în Arena Carioca (sala 2) din cadrul Parcul Olimpic din Barra. Competiția s-a ținut în opt categorii de greutate: patru pentru bărbați, și patru pentru femei.

## Calificări
Competiția de taekwondo de la aceste jocuri a avut un total de 128 de sportivi, 64 pentru fiecare sex, 16 în fiecare dintre cele opt categorii de greutate. Fiecare Comitet Olimpic Național are dreptul să înscrie până la un maxim de opt concurenți, patru din fiecare sex, pe baza clasamentul WTF olimpic, în așa fel încât un atlet per Comitet Național trebuie să fie printre primii șase în fiecare categorie de greutate. În cazul în care dintr-un Comitet Național s-au calificat doar doi sportivi de sex masculin și de sex feminin, prin clasament, nu poate participa la turneul continental de calificare respectiv cu excepția cazului în care renunță la locurile obținute prin clasament. 
Patru locuri au fost rezervate pentru țara gazdă, Brazilia, și alte patru au fost invitate de către o comisie tripartită. Cele 120 de locuri rămase sunt alocate printr-un proces de calificare în care sportivii își câștigă locul pentru comitetele naționale. 48 luptători taekwondo, 24 de fiecare sex și primii 6 din fiecare categorie de greutate, sunt eligibile pentru a concura prin clasamente olimpice ITTF, în timp ce restul prin cele cinci turnee de calificare continentale. 
În cazul în care un Comitet Național calificat printr-un turneu de calificare renunță la un loc cotă, aceasta va fi alocat națiunii atletului cel mai bine plasat în categoria de greutate al turneului respectiv, atât timp cât adăugarea locului nu depășește cota maximă pentru această națiune.

## Program
| Data →   | Mie 17 | Joi 18 | Vin 19 | Sâm 20 |
| Masculin | 58 kg  | 68 kg  | 80 kg  | +80 kg |
| Feminin  | 49 kg  | 57 kg  | 67 kg  | +67 kg |
| -------- | ------ | ------ | ------ | ------ |

## Rezultate

### Clasament pe medalii
| Loc                   | Țară                       | Aur | Argint | Bronz | Total |
| --------------------- | -------------------------- | --- | ------ | ----- | ----- |
| 1                     | Coreea de Sud              | 2   | 0      | 3     | 5     |
| 2                     | China                      | 2   | 0      | 0     | 2     |
| 3                     | Marea Britanie             | 1   | 1      | 1     | 3     |
| 4                     | Azerbaidjan                | 1   | 0      | 2     | 3     |
| 5                     | Coasta de Fildeș           | 1   | 0      | 1     | 2     |
| 6                     | Iordania                   | 1   | 0      | 0     | 1     |
| 7                     | Spania                     | 0   | 1      | 1     | 2     |
| 7                     | Thailanda                  | 0   | 1      | 1     | 2     |
| 9                     | Franța                     | 0   | 1      | 0     | 1     |
| 9                     | Mexic                      | 0   | 1      | 0     | 1     |
| 9                     | Niger                      | 0   | 1      | 0     | 1     |
| 9                     | Rusia                      | 0   | 1      | 0     | 1     |
| 9                     | Serbia                     | 0   | 1      | 0     | 1     |
| 14                    | Brazilia                   | 0   | 0      | 1     | 1     |
| 14                    | Republica Dominicană       | 0   | 0      | 1     | 1     |
| 14                    | Egipt                      | 0   | 0      | 1     | 1     |
| 14                    | Iran                       | 0   | 0      | 1     | 1     |
| 14                    | Tunisia                    | 0   | 0      | 1     | 1     |
| 14                    | Turcia                     | 0   | 0      | 1     | 1     |
| 14                    | Statele Unite ale Americii | 0   | 0      | 1     | 1     |
| Total (20 de CON-uri) | Total (20 de CON-uri)      | 8   | 8      | 16    | 32    |

### Masculin
| Categorie   | Aur                                          | Argint                                 | Bronz                                    |
| 58 kg       | Zhao Shuai · China (CHN)                     | Tawin Hanprab · Thailanda (THA)        | Luisito Pie · Republica Dominicană (DOM) |
| 58 kg       | Zhao Shuai · China (CHN)                     | Tawin Hanprab · Thailanda (THA)        | Kim Tae-hun · Coreea de Sud (KOR)        |
| 68 kg       | Ahmad Abu-Ghaush · Iordania (JOR)            | Aleksei Denisenko · Rusia (RUS)        | Lee Dae-hoon · Coreea de Sud (KOR)       |
| 68 kg       | Ahmad Abu-Ghaush · Iordania (JOR)            | Aleksei Denisenko · Rusia (RUS)        | Joel González · Spania (ESP)             |
| 80 kg       | Cheick Sallah Cissé · Coasta de Fildeș (CIV) | Lutalo Muhammad · Marea Britanie (GBR) | Milad Beigi · Azerbaidjan (AZE)          |
| 80 kg       | Cheick Sallah Cissé · Coasta de Fildeș (CIV) | Lutalo Muhammad · Marea Britanie (GBR) | Oussama Oueslati · Tunisia (TUN)         |
| peste 80 kg | Radik Isayev · Azerbaidjan (AZE)             | Abdoul Razak Issoufou · Niger (NIG)    | Maicon Siqueira · Brazilia (BRA)         |
| peste 80 kg | Radik Isayev · Azerbaidjan (AZE)             | Abdoul Razak Issoufou · Niger (NIG)    | Cha Dong-min · Coreea de Sud (KOR)       |

### Feminin
| Categorie   | Aur                               | Argint                           | Bronz                                              |
| 49 kg       | Kim So-hui · Coreea de Sud (KOR)  | Tijana Bogdanović · Serbia (SRB) | Patimat Abakarova · Azerbaidjan (AZE)              |
| 49 kg       | Kim So-hui · Coreea de Sud (KOR)  | Tijana Bogdanović · Serbia (SRB) | Panipak Wongpattanakit · Thailanda (THA)           |
| 57 kg       | Jade Jones · Marea Britanie (GBR) | Eva Calvo · Spania (ESP)         | Hedaya Malak · Egipt (EGY)                         |
| 57 kg       | Jade Jones · Marea Britanie (GBR) | Eva Calvo · Spania (ESP)         | Kimia Alizadeh · Iran (IRI)                        |
| 67 kg       | Oh Hye-ri · Coreea de Sud (KOR)   | Haby Niaré · Franța (FRA)        | Ruth Gbagbi · Coasta de Fildeș (CIV)               |
| 67 kg       | Oh Hye-ri · Coreea de Sud (KOR)   | Haby Niaré · Franța (FRA)        | Nur Tatar · Turcia (TUR)                           |
| peste 67 kg | Zheng Shuyin · China (CHN)        | María Espinoza · Mexic (MEX)     | Bianca Walkden · Marea Britanie (GBR)              |
| peste 67 kg | Zheng Shuyin · China (CHN)        | María Espinoza · Mexic (MEX)     | Jackie Galloway · Statele Unite ale Americii (USA) |